# Acapulco Challenger 1988
L'Acapulco Challenger 1988 è stato un torneo di tennis facente parte della categoria ATP Challenger Series nell'ambito dell'ATP Challenger Series 1988. Il torneo si è giocato a Acapulco in Messico dal 7 al 13 novembre 1988 su campi in cemento.

## Vincitori

### Singolare
Eduardo Velez ha battuto in finale  Paul Chamberlin con il punteggio di 7–6, 7–6

### Doppio
Shelby Cannon /  Greg Van Emburgh hanno battuto in finale  Luis Herrera /  Javier Ordaz con il punteggio di 6–3, 6–4